# Hyacinthus
- Commons
- Wikispecies

Hyacinthus L. é um gênero da família Asparagaceae.
De nome comum jacinto, é uma planta perene bulbosa, originária da região mediterrânea e África Meridional. Seu nome provém de Jacinto, da mitologia grega.

## Espécies
- Hyacinthus litwinowii
- Hyacinthus orientalis
- Hyacinthus transcaspicus
- Lista completa

## Classificação do gênero
| Sistema | Classificação                     | Referência               |
| ------- | --------------------------------- | ------------------------ |
| Linné   | Classe Hexandria, ordem Monogynia | Species plantarum (1753) |